# Готенланд
Готенла́нд (нем. Gotenland) — нереализованный проект нацистской Германии по колонизации Крыма немцами из Южного Тироля.

## Предпосылки
В конце XIX — первой трети XX веков появляется ряд работ, в которых описывается «готская историография» позднего средневековья. Считая сообщения Бусбека и встречи с голубоглазыми крымцами достаточными основаниями для утверждения о существовании в Крыму готской общины, эти авторы (А. А. Васильев и другие) полагали, что христианское население Крыма в средние века было представлено в основном готами или, по крайней мере, готы были элитой в этих сообществах. Публикации этих авторов были использованы германскими нацистами для обоснования исторической принадлежности Крыма и Причерноморья к «арийской территории», нацистское руководство предполагало создать в Крыму немецкую колонию под названием «Готенланд» (земля готов).

## Реализация
Руководителем данного проекта был назначен Альфред Фрауенфельд, который написал книгу «Причины и смысл нашей борьбы», где выдвинул идею проекта автомагистрали, которая связала бы Гамбург с Крымом и позволила преодолевать путь за два дня. Крым предполагалось переименовать в Готенланд (Gotenland), Симферополь в Готенбург (Gotenburg), Севастополь в Теодериксхафен (Theoderichshafen). Заселить планировалось немцами из Южного Тироля.